# The Annoying Orange: Kitchen Carnage
The Annoying Orange: Kitchen Carnage (Nederlands: De Vervelende Sinaasappel: De keukenslachting) is de eerste videogame gebaseerd op de populaire YouTube-filmpjesreeks The Annoying Orange. Het spel is te downloaden via de App Store op de iPod, iPhone en de iPad. Ook is het via iTunes en Android te verkrijgen. De ontwikkelaar en uitgever van het spel is Bottlerocket Entertainment.

## Het doel
Het doel van het spel is om voor dat de tijd op is alle bananen en appels in de blender te gooien. Als level 2 is bereikt moet de speler ook tomaten in de blender gooien, bij level 3 komen hier ook nog meloenen bij. In level 4 komt de ananas erbij en in level 5 moet de speler aardbeien gooien.